# 安達曼絲足蟹
安達曼絲足蟹（学名：Cymonomus andamanicus）为絲足蟹科絲足蟹屬下的一个种。